# Hesperolpium andrewsi
Espèce
Hesperolpium andrewsi est une espèce de pseudoscorpions de la famille des Hesperolpiidae.

## Distribution
Cette espèce est endémique de Californie aux États-Unis. Elle se rencontre vers la vallée d'Eureka dans le comté d'Inyo.

## Description
L'holotype mesure 3,16 mm.

## Étymologie
Cette espèce est nommée en l'honneur de Fred G. Andrews.

## Publication originale
- Muchmore, 1980 : Three new olpiid pseudoscorpions from California (Pseudoscorpionida, Olpiidae). Pan-Pacific Entomologist, vol. 56, no 3, p. 161-169 (texte intégral).